# 1 Samodzielny Batalion Łączności Ministerstwa Obrony Narodowej
1 Samodzielny Batalion Łączności Ministerstwa Obrony Narodowej (1 sbł MON) – pododdział Wojsk Łączności Ludowego Wojska Polskiego.
Powołana do życia we wrześniu 1945 roku przez Naczelne Dowództwo Wojska Polskiego dla zabezpieczenia łączności ministerstwa.
Batalion stacjonował w Warszawie przy ulicy Podchorążych 38. Kadra i żołnierze 1 SBŁ MON wywodzili się z rozformowanych jednostek łączności: 3 Samodzielnego Pułku Łączności oraz 3 i 22 Samodzielnego Batalionu Łączności. 
W związku z potrzebami Wojska Polskiego w 1949 roku rozbudowano go do pułku i nazwano Pułkiem Łączności MON.

## Dowódca batalionu
- ppłk Gorzycki